# Список археологических культур палеолита

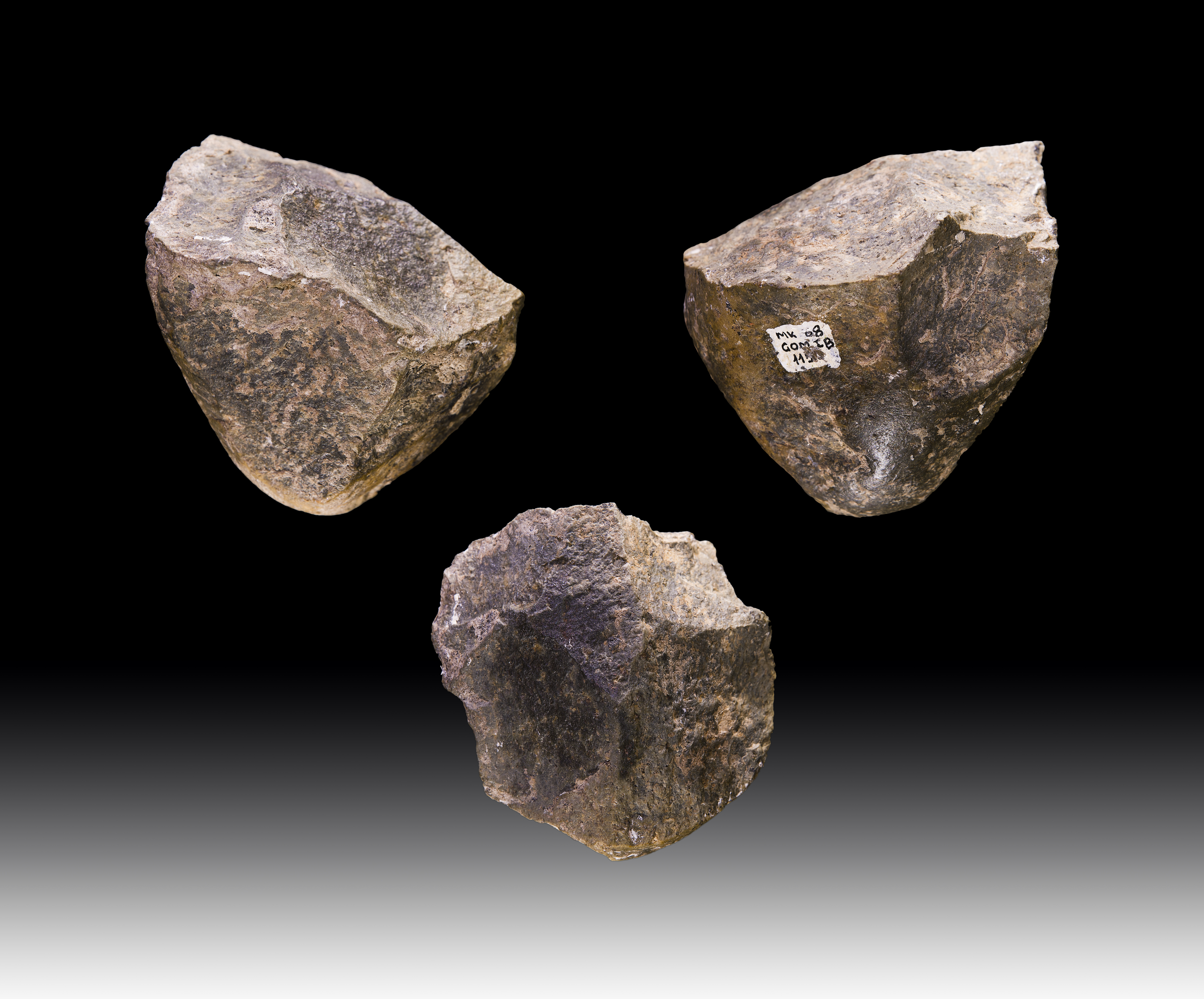
Олдувайская культура

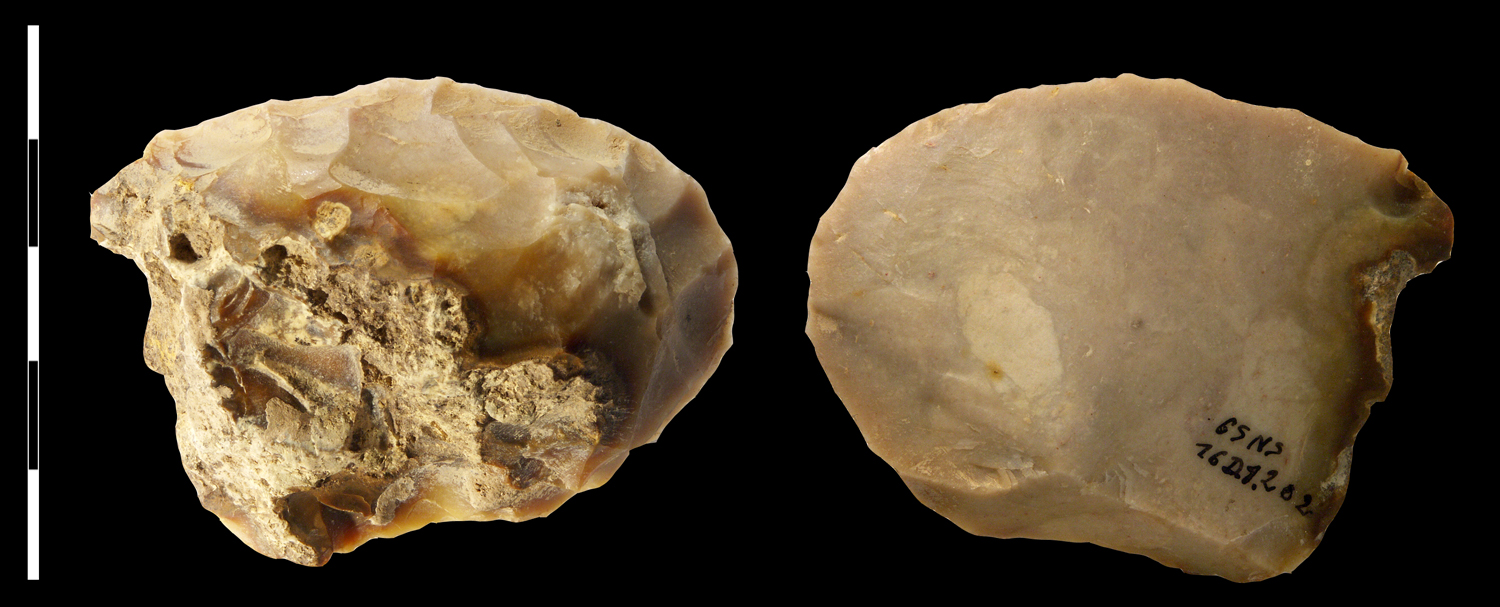
Мустьерская культура

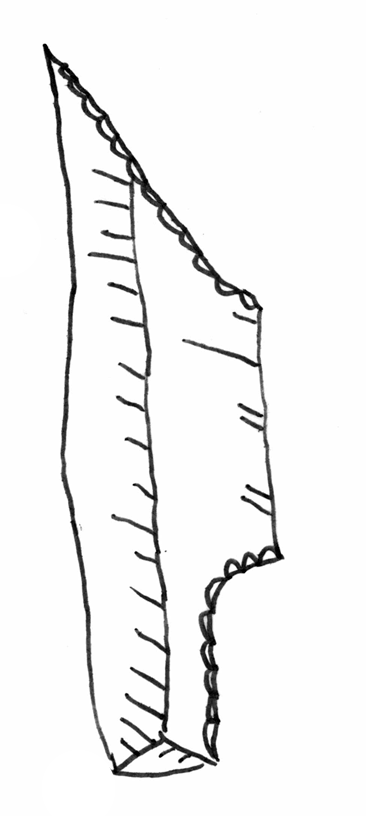
Наконечник гамбургской культуры

Нижний палеолит (ок. 2,6 млн лет назад — 100 000 лет назад)
- Олдувайская культура (2,6—1,8 млн лет назад)
- Ашёльская культура (1,7—0,1 млн лет назад)
- Аббевильская культура (1,5—0,3 млн лет назад)
- Клектонская культура (0,6—0,4 млн лет назад)

Средний палеолит  (300—30 тыс. лет назад) 
- Сангойская культура (500—12[1] тыс. лет назад)
- Мустьерская культура (300—30 тыс. лет назад)
  - Аккайская мустьерская культура (100/110—30/35 тыс. лет назад)
- Атерийская культура (90—30 тыс. лет назад)
- Стилбейская индустрия (71,9—71 тыс. лет назад)
- Ховисонс-портская индустрия (65,8—59,5 тыс. лет назад)
- Эмирийская культура (ок. 47—36 тыс. лет назад)

Верхний палеолит (50—10 тыс. лет назад)
- Барадостская культура (36 тыс. лет назад)
- Культура Шательперон (35—29 тыс. лет назад)
- Селетская культура (40—28 тыс. лет назад)
- Костёнковско-стрелецкая культура (ок. 32—30 тыс. лет назад)
- Ориньякская культура (32—26 тыс. лет назад)
- Граветтская культура (28—22 тыс. лет назад)
- Эпиграветтская культура (22—12 тыс. лет назад)
- Солютрейская культура (21—17 тыс. лет назад)
- Бадегульская культура (19—17 тыс. лет назад)
- Мадленская культура (18—10 тыс. лет назад)
- Зарзийская культура (18—8 тыс. лет назад)
- Кебарская культура (18—10 тыс. лет назад)